# Gravina di Castellaneta
La Gravina di Castellaneta (o Gravina Grande) è una gravina che si estende per una decina di chilometri con svariate anse, e che risulta profonda nel suo punto massimo 145 m e larga circa 300 m. Presenta pareti molto ripide, quasi verticali, e lungo il suo percorso sono visibili tracce di insediamenti archeologici e di rilevanza storica, nonché grotte ed insediamenti rupestri.

## Geografia
La Gravina di Castellaneta (TA) è tra le più suggestive dell'area delle Gravine per la varietà di ambienti e dimensioni. Nasce in prossimità del ponte ferroviario della Renella a Nord-Ovest di Castellaneta, in corrispondenza di una canalizzazione artificiale che raccoglie le acque del canale Lummo, e prosegue verso sud dove confluiscono anche le gravine di Santo Stefano e di Coriglione. È costeggiata da parti pianeggianti messe a coltura, per cui attualmente le aree di vegetazione spontanea coincidono quasi esclusivamente con il ciglio della gravina stessa. L'area è tutelata dal 1987 con oasi di protezione e fa parte del Parco naturale regionale Terra delle Gravine, istituito nel 2005, insieme alle gravine di altri comuni della provincia di Taranto e di Brindisi.
La parte a Nord di Castellaneta è la più semplice da visitare, poiché le pareti sono con pendenze meno ripide. Nel tratto in prossimità del centro storico, le pareti divengono verticali ed inaccessibili (non a caso è stata scelta tale posizione per la costruzione del paese), con molte anse. Le anse si accentuano in zona Punta del Capillo (nei pressi dell'omonimo vicolo) che è uno dei tratti più suggestivi. In una di queste anse è presente sul fondo della gravina il laghetto (che nel periodo estivo diventa un piccolo stagno) detto di Sant'Elia, notevole dal punto di vista faunistico.
A sud-est di Castellaneta le pareti diventano più accessibili e dopo qualche chilometro dal ponte della SS 7 Via Appia la gravina si trasforma in lama, fino a far sfociare i suoi torrenti stagionali nel fiume Lato.

## Flora e fauna

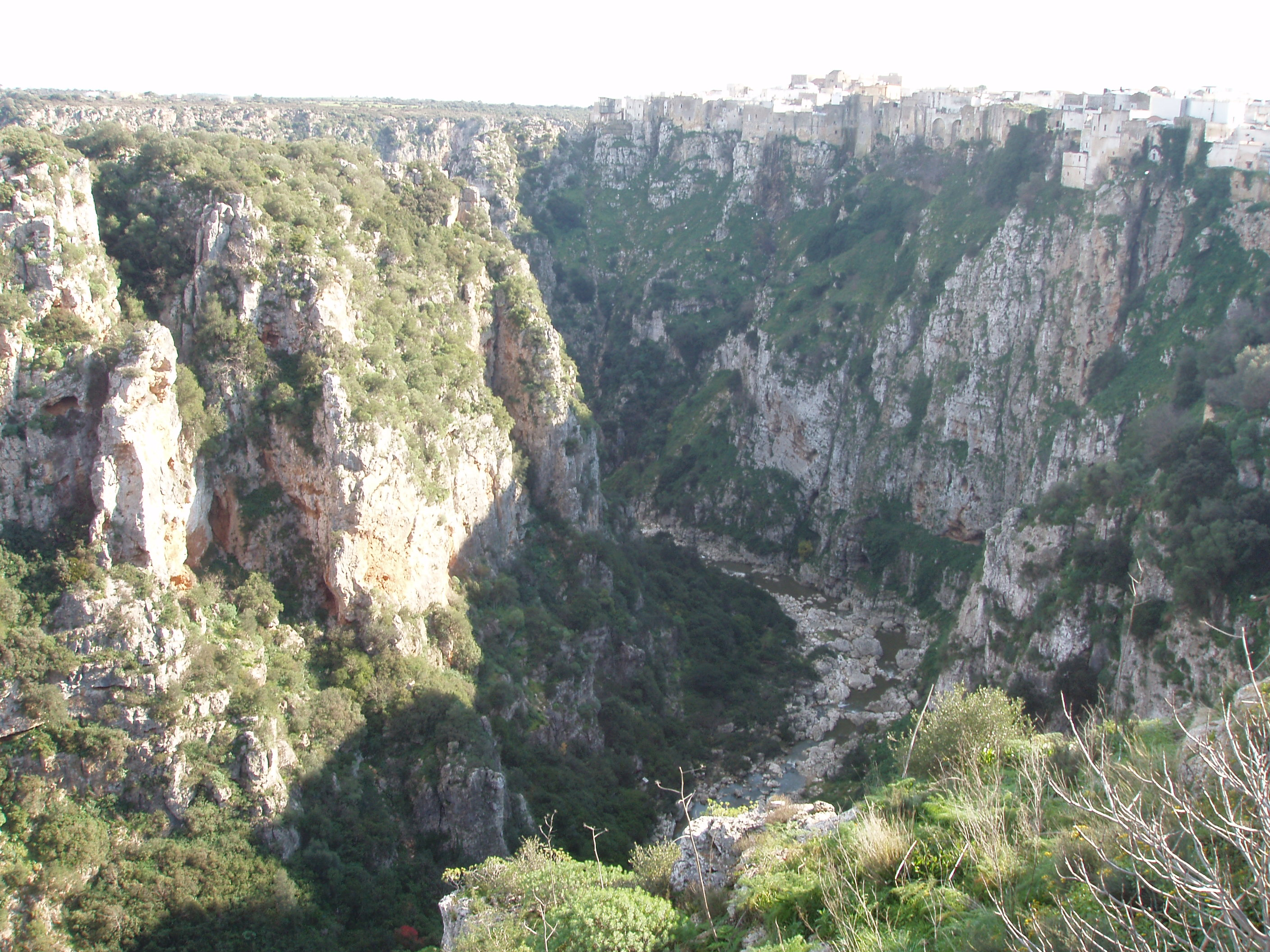
Veduta della Gravina di Castellaneta

La macchia mediterranea presente nella gravina di Castellaneta è formata da cespugli di lentisco. Altri arbusti facilmente riconoscibili sono il caprifoglio e la ginestra spinosa dai bellissimi fiori gialli. Per quanto riguarda la fauna ci si può facilmente imbattere, di giorno, in alcune specie di rapaci fra i più comuni: il gheppio e il grillaio, falchi di piccole dimensioni, oppure in poiane e nibbi bruni: a tarda primavera è possibile incrociare gruppi consistenti di falchi cuculi. Nelle nostre gravine fino a qualche decennio fa nidificava il capovaccaio che negli ultimi anni ha nidificato nella vicina Gravina di Laterza. Altri volatili presenti nelle gravine sono il corvo imperiale, rondoni, barbagianni, civette e cinciallegre. Di notte è facile trovarsi di fronte a pipistrelli.
Negli stagni presenti nelle Gravine sono presenti l'ululone dal ventre giallo, tipico delle gravine dell'Italia meridionale, la rana, il tritone e il rospo. I mammiferi più comuni sono la volpe, l'istrice, il tasso, e piccoli roditori come il moscardino. Rettili presenti sono i serpenti cervone, la vipera e la meno pericolosa lucertola e tartaruga. Presenza comune è quella del "pugliese" geco di Kotschy che nella tradizione popolare è chiamata "lucertola m'bracidita" (lucertola marcia).